# Lars-Johan Flodin
Lars-Johan Martin Flodin (Mölndal, 29 de julio de 1967) es un deportista sueco que compitió en remo.
Ganó dos medallas de plata en el Campeonato Mundial de Remo, en los años 1991 y 1992. Participó en los Juegos Olímpicos de Atlanta 1996, ocupando el sexto lugar en la prueba de cuatro scull.

## Palmarés internacional
| Campeonato Mundial | Campeonato Mundial | Campeonato Mundial | Campeonato Mundial  |
| Año                | Lugar              | Medalla            | Prueba              |
| ------------------ | ------------------ | ------------------ | ------------------- |
| 1991               | Viena (Austria)    | Medalla de plata   | Cuatro scull ligero |
| 1992               | Montreal (Canadá)  | Medalla de plata   | Cuatro scull ligero |